# Pimp C
Chad Lamar Butler (Port Arthur, Texas; 29 de diciembre de 1973-Los Ángeles, California; 4 de diciembre de 2007) fue un rapero estadounidense, más conocido como Pimp C. Fue parte del dúo de southern rap UGK, junto con Bun B, que tuvo éxito a finales de los años 1990 y principios del siglo XXI, y que apareció en éxitos como "Big Pimpin'" de Jay-Z (2000) y "Sippin' On Some Sizzurp" de Three 6 Mafia (2000).

## Biografía

### Comienzos con UGK
Comenzó su carrera musical en 1987 al unirse a Bernard "Bun B" Freeman y formar el dúo conocido como Underground Kingz firmado por una productora independiente. Más tarde firmarían por Jive Records. Se les considera unos pioneros del rap sureño, por lo que son respetados por esos lares. El grupo grabó 5 álbumes (todos de éxito), incluido un sexto póstumo, lanzado tras el fallecimiento de Butler.
El 28 de enero de 2002, Pimp C fue condenado a ocho años de prisión. Debido a este encarcelamiento los dos siguientes proyectos que tenía planeados con UGK se retrasaron. Grabó su álbum debut en solitario, The Sweet James Jones Stories, en marzo de 2005 bajo Rap-A-Lot Records.
Pimp C fue puesto en libertad el viernes, 30 de diciembre de 2005, de la Terrell Prison Unit en Livingston, Texas. El segundo álbum en solitario del rapero, Pimpalation, salió a la venta el 13 de junio de 2006. Dicho álbum llegó a la tercera posición en la lista de los Estados Unidos y fue calificado como disco de oro el 8 de marzo de 2007.
Falleció el 4 de diciembre de 2007 a la edad de 33 años. Fue encontrado en un hotel en Los Ángeles sin vida. Las causas de su muerte se debieron a una toma elevada de codeína y a la enfermedad conocida como Síndrome de Hipersommia.
Su legado ha seguido siempre vivo entre los MC's de Texas, especialmente en su compañero Bun B, que le ha dedicado canciones constantemente. Otros artistas como Slim Thug, Lil' Flip o Chamillionaire también le han presentado sus respetos con canciones.
Macklemore junto con Ryan Lewis grabó la canción Otherside en la que se menciona el caso de este artista junto con una crítica a las drogas, a la influencia del rap y a la situación de adicción de los artistas.
Antes de fallecer, grabó suficiente material como para sacar dos álbumes póstumos: The Naked Soul of Sweet Jones en 2010 y Still Pimping en 2011.

## Discografía

### Álbumes en solitario
| Año  | Título | Posición | Posición | Posición | Certificación |
| Año  | Título | U.S.     | U.S. R&B | U.S. Rap | Certificación |
| ---- | --- | -------- | -------- | -------- | ------------- |
| 2005 | Sweet James Jones Stories - Lanzado: 2 de marzo del 2005 - Productora: Rap-A-Lot/Asylum - Formato: CD, LP, descarga digital | 50       | 7        | 3        | —             |
| 2006 | Pimpalation - Lanzado: 11 de julio del 2006 - Productora: Rap-A-Lot/Asylum - Formato: CD, LP, descarga digital              | 3        | 1        | 1        | - US: Oro     |
| 2010 | The Naked Soul of Sweet Jones - Lanzado: 5 de octubre del 2010 - Productora: Rap-A-Lot - Formato: CD, LP, descarga digital  | 25       | 8        | 5        | —             |
| 2011 | Still Pimping - Lanzado: 12 de julio del 2011 - Productora: Rap-A-Lot - Formato: CD, LP, descarga digital                   | 72       | 15       | 8        | —             |

### Recopilatorios
| Año  | Título                                                                                                | Posición | Posición | Posición |
| Año  | Título                                                                                                | U.S.     | U.S. R&B | U.S. Rap |
| ---- | --- | -------- | -------- | -------- |
| 2008 | Greatest Hits - Lanzado: 3 de junio del 2008 - Productora: Asylum - Formato: CD, LP, descarga digital | -        | -        | -        |

## Singles

### Propios
| Año  | Título                                               | Posición | Posición | Posición | Álbum                     |
| Año  | Título                                               | U.S.     | U.S. R&B | U.S. Rap | Álbum                     |
| ---- | ---------------------------------------------------- | -------- | -------- | -------- | ------------------------- |
| 2005 | "Is A Playa" (featuring Bun B, Twista & Z-Ro)        | 105      | —        | —        | Sweet James Jones Stories |
| 2006 | "I'm Free"                                           | —        | —        | 12       | Pimpalation               |
| 2006 | "Pourin' Up" (featuring Mike Jones & Bun B)          | 103      | —        | —        | Pimpalation               |
| 2006 | "Knockin' Doorz Down" (featuring P.O.P. & Lil' Keke) | 108      | —        | —        | Pimpalation               |

### En colaboración
| Año  | Canción                                                            | Posición | Posición | Posición | Álbum       |
| Año  | Canción                                                            | U.S.     | U.S. R&B | U.S. Rap | Álbum       |
| ---- | ------------------------------------------------------------------ | -------- | -------- | -------- | ----------- |
| 1997 | "I Miss My Homies" (Master P featuring Silkk the Shocker & Pimp C) | 25       | 16       | 2        | Ghetto D    |
| 1998 | "Ghetto Life" (Master P featuring Bun B & Pimp C)                  | —        | —        | —        | Da Last Don |
| 2006 | "Get Throwed" (Bun B featuring Jay-Z, Pimp C, Z-Ro & Young Jeezy)  | —        | 49       | 24       | Trill       |
| 2006 | "Swang" (Trae featuring Pimp C, Fat Pat & Big Hawk)                | —        | —        | —        | Restless    |
| 2006 | "Love Song" (Missez featuring Pimp C)                              | —        | 53       | —        | Love Song   |
| 2006 | "D-Girl (DopeGirl)" (Brooke Valentine featuring Pimp C)            | —        | 92       | —        | Single Only |

### Apariciones especiales
| Título                                         | Año  | Artista(s) | Álbum                                 |
| ---------------------------------------------- | ---- | --- | ------------------------------------- |
| "Havin’ Thangs"                                | 1994 | Big Mike | Somethin' Serious                     |
| "I’m Satisfied"                                | 1995 | Kottonmouth | 100% Kottonmouth                      |
| "Release Me "                                  | 1995 | Kilo G | The Bloody City                       |
| "Rule #1"                                      | 1997 | MC Breed | Flatline                              |
| "Candy (The Percy Mack Mix)"                   | 1997 | DJ DMD | Eleven                                |
| "Blind And Can't See"                          | 1997 | Sho | The Return                            |
| "Mob Or Die"                                   | 1997 | X-Mob | Paper Chasing                         |
| "Good Times"                                   | 1997 | X-Mob | Paper Chasing                         |
| "Creepin"                                      | 1997 | CC Waterbound | Critical Condition                    |
| "All About It"                                 | 1998 | Too Short | Nationwide: Independence Day          |
| "The Trill Connection"                         | 1998 | DJ DMD, Lee Masta | Twenty-Two: P.A. World Wide           |
| "20 Inches & 4 Nickels"                        | 1998 | Baby Drew | The Hand That Rocks the Cradle        |
| "Feel My Choppa"                               | 1998 | Mafioso Click | Feel My Choppa                        |
| "Get Crunk"                                    | 1999 | Crooked Lettaz | Grey Skies                            |
| "Mrs. Good Pussy"                              | 1999 | 3re Tha Hardaway | Undaconstruction                      |
| "Top Notch Hoes"                               | 1999 | Lil Sin | Who Got Yo Back                       |
| "Mr. Playa Hata"                               | 2000 | Big Boom, Big Moe | Paperchase 2000                       |
| "Cop Yo Drop"                                  | 2000 | Lil' Derrick | Smoked Outt Records: Done Did It      |
| "No Cheese"                                    | 2000 | Mafia Style | Unpredictable, Vol. 1                 |
| "No Cheese"                                    | 2000 | Spice 1, Black C | The Last Dance                        |
| "Doin The Fool"                                | 2000 | E-40, Too Short, Pastor Troy, Al Kapone                                                                                     | Loyalty and Betrayal                  |
| "Freaky Deaky"                                 | 2000 | Willie D, Nay Nay | Loved by Few, Hated by Many           |
| "The Trill Connection II (Breakin Ni**az Off)" | 2001 | DJ DMD | Thirty-Three: Live From Hiroshima     |
| "4's Recline Top"                              | 2001 | Big Moe, Dirty $, D-Gotti                                                                                                   | Da Wreckshop Family: Ack'n A Azz      |
| "Texas Boys"                                   | 2001 | Kiotti, Mr. 3-2 | Jag in The Jungle                     |
| "You Ain't Gonna Be Down"                      | 2001 | Silky Slim | Ole Superstar                         |
| "Quit Hatin’ Pt. 2"                            | 2002 | Too $hort, Lil' Jon & The East Side Boyz                                                                                    | What's My Favorite Word?              |
| "Cash"                                         | 2002 | Big Moe, D-Wreck | Purple World                          |
| "Slow Down"                                    | 2002 | Vicious, Corey Mac AKA Corey Mo                                                                                             | I Ball Like Kobe                      |
| "Bitch Nigga"                                  | 2002 | E600 | Texas Boys Soundtrack                 |
| "Like a Pimp (Remix)"                          | 2003 | Three Six Mafia, Project Pat                                                                                                | Da Unbreakables                       |
| "Time To Ball"                                 | 2003 | Sambow | Heavy Hitta                           |
| "Diamonds On"                                  | 2004 | Boss Pimps | Pimpin' Off Top                       |
| "Get Throwed"                                  | 2005 | Bun B, Z-Ro, Young Jeezy, Jay-Z                                                                                             | Trill                                 |
| "I'm 'n Luv (wit a Stripper) (Remix)"          | 2006 | T-Pain, Twista, Paul Wall R. Kelly, MJG, Too $hort                                                                          | Rappa Ternt Sanga                     |
| "Make It Home"                                 | 2006 | Young Buck, 615 | Welcome To The Traphouse              |
| "Cause I'm A Playa"                            | 2006 | Project Pat | Crook by da Book: The Fed Story       |
| "White Gurl"                                   | 2006 | E-40, Juelz Santana, Bun B                                                                                                  | My Ghetto Report Card                 |
| "4 Corner"                                     | 2006 | Bow Wow, Lil' Scrappy, Lil' Wayne, Short Dawg                                                                               | The Price of Fame                     |
| "Money Maker"                                  | 2006 | Too $hort, Rick Ross | Blow the Whistle                      |
| "Love Song"                                    | 2006 | Missez | TBA                                   |
| "Do Your Time"                                 | 2006 | Ludacris, Beanie Sigel, C-Murder                                                                                            | Release Therapy                       |
| "Fuck You"                                     | 2006 | Lil' Boosie, Webbie | Bad Azz                               |
| "Gettin' Some (Remix)"                         | 2006 | Shawnna, Rick Ross, Busta Rhymes                                                                                            | Worth Tha Weight, Part 2: The Mixtape |
| "Holla At Botany"                              | 2006 | C-Note, | Network'N                             |
| "Dat Good"                                     | 2006 | Mr. Marcelo, Prince Bugsy                                                                                                   | Son of Magnolia                       |
| "Whatchu Gonna Do"                             | 2007 | 8Ball & MJG | Ridin High                            |
| "Go 2 War"                                     | 2007 | Crime Mob, Lil' Scrappy | Hated On Mostly                       |
| "Talkin' Smart"                                | 2007 | Project Pat | Walkin' Bank Roll                     |
| "4 Kings"                                      | 2007 | Young Buck, Young Jeezy, T.I.                                                                                               | Buck the World                        |
| "Murder'ra"                                    | 2007 | Z-Ro, Spice 1, Vicious | King of tha Ghetto: Power             |
| "I Got"                                        | 2007 | Three Six Mafia, Project Pat                                                                                                | Last 2 Walk                           |
| "Hood"                                         | 2007 | Ali & Gipp, Nelly | Kinfolk                               |
| "Cut it Out"                                   | 2007 | Nelly, Sean P | TBA                                   |
| "Welcome to the South"                         | 2007 | Chamillionaire | Ultimate Victory                      |
| "Stack Money"                                  | 2007 | G Kamp | Against All Odds                      |
| "Knuckle Up"                                   | 2007 | Ice Water, Raekwon, Hands                                                                                                   | Polluted Water                        |
| "I Know Why"                                   | 2007 | Gucci Mane, Rich Boy, Blaze-1                                                                                               | Back to the Trap House                |
| "Underground Thang"                            | 2008 | Bun B, Chamillionaire | II Trill                              |
| "Fly As An Eagle"                              | 2008 | Webbie, Foxx | Savage Life 2                         |
| "Suicide Doors"                                | 2008 | David Banner, Kandi | The Greatest Story Ever Told          |
| "Top Notch"                                    | 2008 | Z-Ro | Crack                                 |
| "Leanin'"                                      | 2009 | Slim Thug, Bun B | Boss of All Bosses                    |
| "Welcome 2 Houston"                            | 2009 | Slim Thug, Chamillionaire, Mike Jones, Bun B, Paul Wall, Yung Redd, Lil' Keke, Z-Ro, Mike D, Big Pokey, Rob G, Trae, Lil' O | Boss of All Bosses                    |
| "Right Now"                                    | 2010 | Bun B, 2Pac, Trey Songz | Trill OG                              |
| "Swerve 2"                                     | 2010 | Lil' Boosie, Webbie | Golden Child V                        |
| "Pimp"                                         | 2012 | T.I., Too Short | Fuck da City Up                       |
| "Gossip"                                       | 2012 | Big Boi, Bun B, Big K.R.I.T.                                                                                                | Vicious Lies and Dangerous Rumors     |
| "Worldwide (OG Remix)"                         | 2013 | E.D.I. Mean, Makaveli, 8Ball & MJG & Lloyd                                                                                  | O.G. Est. 1992                        |
| "Show Out (Remix)"                             | 2013 | Juicy J, T.I. | TBA                                   |
| "Smokin' Rollin'"                              | 2013 | Juicy J | Stay Trippy                           |
| "Cake"                                         | 2013 | Bun B, Big K.R.I.T., Lil' Boosie                                                                                            | Trill OG: The Epilogue                |
| "Don't Play With Me"                           | 2013 | Bun B | Trill OG: The Epilogue                |
| "Word On The Town"                             | 2014 | Wiz Khalifa, Juicy J | 28 Grams & Blacc Hollywood            |